# سهم الفضاء
سهم الفضاء مسلسل رسوم متحركة ياباني (أنمي).

## القصة
يحكي حكاية جميلة تبدا عندما يقوم سيف الذي يعرض على رامي و نادر الذان يمتلكان سفينة فضاء قديمة ليقوموا بالبحث عن العالمة حنان (وهي خطيبة سيف ) والتي تقوم بدراسة وبحث لتثبت صحة نظريتها التي هوجمت من قبل العلماء.
أثناء الرحلة البحث يمر رفاقنا بكثير من المغامرات الشيقة وفي الحلقات الاولية وأثناء هبوطهم على أحد الكواكب تظهر سمر الفتاة التي تعزف الموسقى الرائعة و التي تقرر الانضمام إلى الفريق في البحث.

## الشخصيات الرئسية
- رامي: وهو ذو شخصية متزنة وذكي .... ولهذا هو قائد السفينة ....رامي متزوج من ريم و التي ستجب له ابنة يطلق عليها اسم حياة لانها اغلى شي يخاف علية المرء. لكن رامي سيفقد صديقية عندما يعرض حياة الفريق إلى الخطر وذلك من اجل المال الوفير.
- نادر: وهو شريك رامي في السفينة والساعد الأيمن ...... ويمتاز بحدة الطبع و بشجاعة متاخرة حيث أنه لا يحب المغامرة خصوصا عندما يتعلق الأمر بالحياة ....... فهو رجل ( ضفدع) متزوجل وله سبعة أطفال ولهذا يخشى ان يموت فمن سيعيل أبنائة .
- سيف: وهو خطيب حنان المتيم وهو ذو قلب كبير يحب الآخرين ... وخصوصا الفتيات ودائما يرغب في الزواج .. سيف يمتاز بانه جبان ومتكبر ولكنه طيب القلب ويحب مساعدة الآخرين حتى ولو ضحى بحياته في سبيل ذلك. بعد أن يجد حنان ويتزوجها تتطور الاحداث وتعايرة حنان بجبنه وكسلة وبانه يختبى وراء نجاحاتها.
- سمر: وهو الفتاة التي تلتحق لاحقا بالفريق .... وتمتاز بانها تعزف القيتار وكذلك تستطيع التحدث وفهم معظم اللغات على الكواكب الأخرى بيبو.[2]

## روابط خارجية
- سهم الفضاء على موقع IMDb (الإنجليزية)
- سهم الفضاء على موقع كينوبويسك (الروسية)
- سهم الفضاء على موقع قاعدة بيانات الفيلم (الإنجليزية)
- سهم الفضاء على موقع ANN anime (الإنجليزية)